# 英國金融行為監管局
英國金融行為監管局（英語：Financial Conduct Authority，簡稱FCA）或稱英國金融行為監理總署，是英国境內的金融監管機構，但獨立於英國政府運作，並通過向金融服務業成員收取費用來提供資金。英國金融行為監管局主要負責監管消費者提供服務的金融機構，並維護英國金融市場的完整性。